# 海南银耳
海南银耳（学名：Tremella hainanensis）是属于银耳目银耳科银耳属的一种真菌，单生、散生于阔叶林中的阴湿处阔叶树朽枝干上。该种分布于中国海南。其种加词“hainanensis”意为“海南的”。